# Faust (operă)

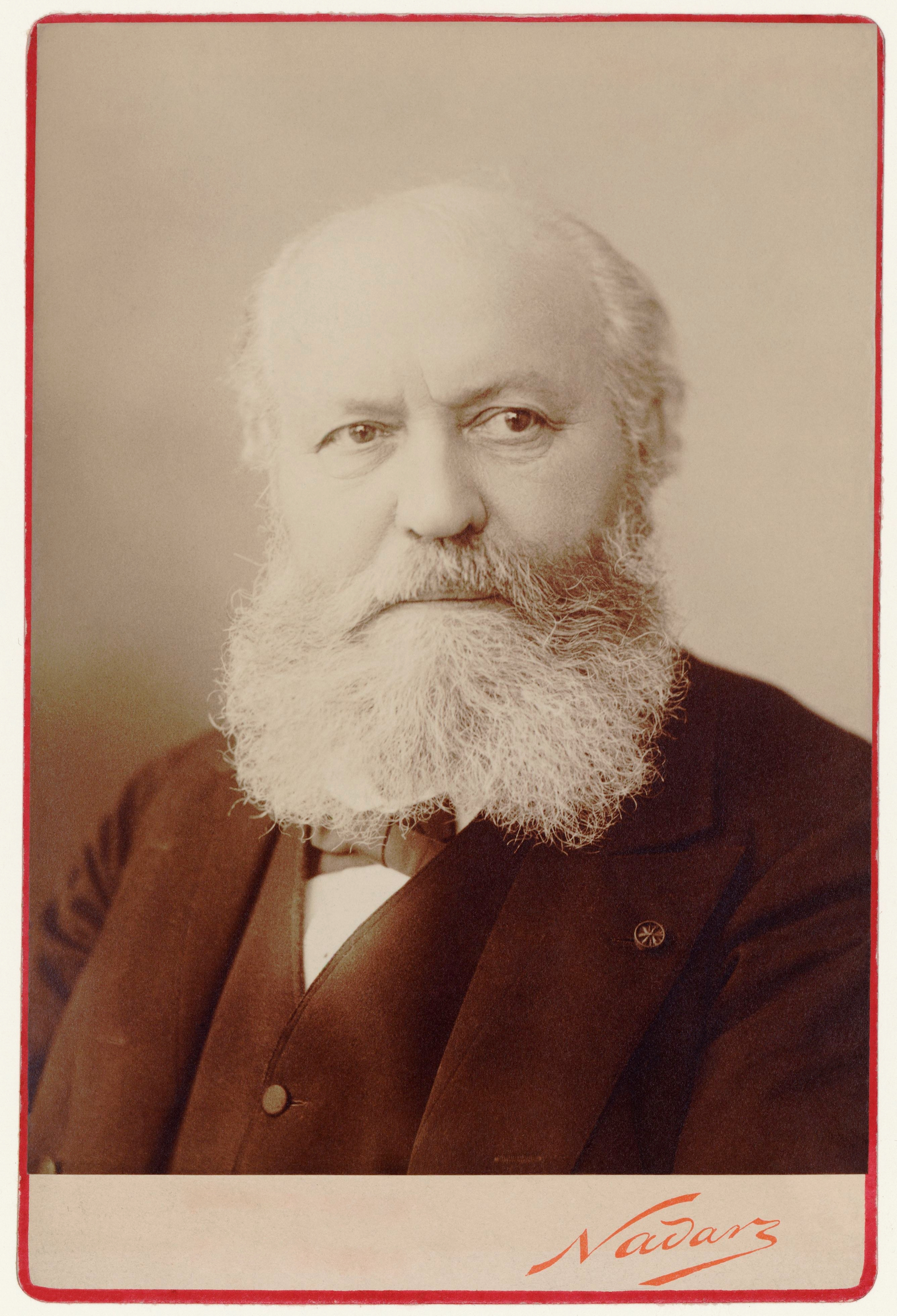
Charles Gounod
(1818-1892)

Faust este o operă în cinci acte (7 tablouri). Muzica este compusă de Charles Gounod pe un libret de Jules Barbier și Michel Carre (după partea I a dramei „Faust” de Johann Wolfgang von Goethe).
Premiera operei a avut loc la 19 martie 1859, la „Théâtre Lyrique” din Paris.
Durata operei: cca 3 ore.

## Personaje
- Faust, erudit în vârstă, personaj legendar german care și-a vândut necuratului sufletul în schimbul bunătăților pământești (tenor).
- Mefisto, demon din folclorul german (bas).
- Margareta (soprană).
- Valentin, fratele Margaretei, soldat (bariton).
- Brander (bariton)
- Siebel, îndrăgostit de Margareta (mezzo-sopran).
- Wagner, student, prieten cu Valentin (bariton).
- Marta (alto)
- studenți, soldați, tărani, tineri și tinere, popor, îngeri, demoni.

## Acțiunea
Acțiunea se petrece în Germania secolului al XVI-lea.

### Actul I

#### Tabloul 1
Singur, în cabinetul său de lucru, doctorul Faust își recunoaște înfrângerea la sfârșitul unei vieți în care munca intensă în domeniul științei (filosofie, medicină, chiar și teologie) i-a impus renunțarea la toate bucuriile și plăcerile omenești. Cupa cu otravă i se oprește lângă buze, când, de afară răzbate până la el un cântec vesel ce slăveste natura și dragostea. Nefericitul Faust blestemă, invocându-l pe Satan (demonul Pământului). Acesta apare sub înfățișarea unui senior ce se pune în slujba lui, gata să-i împlinească orice dorință. Imaginea unei minunate fete pe care Mefisto i-o arată pentru o clipă, frânge ultimele forțe de rezistență ale lui Faust. Pactul între cei doi e semnat cu sânge. Mefisto îi va dărui lui Faust tinerețe și frumusețe, luându-i în schimb sufletul, care îl va sluji pe el pe tărâmul celălalt, de dincolo de viață. La un semn al lui Satan, bătrânul Faust se transformă într-un chipeș cavaler în floarea vârstei.

### Actul II

#### Tabloul 2
În mijlocul unei mulțimi vesele și gălăgioase care petrece, tânărul ofițer Valentin stă retras suferind la gândul că, nevoit să plece la război, o va lăsa singură pe sora lui, Margareta. Valentin imploră cerul s-o ocrotească. Tânărul student Wagner începe un cântec vesel de pahar care este întrerupt brutal de Mefisto. Acesta îi uimește pe toți făcând să curgă în pahare vin venit de nu se știe unde, antrenându-i pe toți într-un cântec în care preaslăvește puterea aurului. Contrariat și revoltat de purtarea lui Mefisto, Valentin îl provoacă la duel, dar sabia îi cade sfărâmată. Speriați, oamenii se retrag, iar soldații îndreaptă spre necunoscut mânerul sabiei cu semnul crucii. Satan este nevoit să dea înapoi. După acest incident petrecerea reîncepe. Apare Margareta. Faust îi iese în cale și se oferă să o însoțească până acasă. Tânăra refuză cu modestie, dar ferm.

#### Tabloul 3
În grădina Margaretei, tânărul Siebel vine cu un buchet de flori pe care-l lasă pe o bancă, semn al curatei sale iubiri. După plecarea sa, în grădină pătrund Faust și Mefisto. Impresionat de atmosfera de liniște și pace a aceștui lăcaș, Faust încearcă o puternică emoție. Mefisto așază o casetă cu bijuterii alături de florile lui Siebel, după care cei doi se ascund în spatele unor boschete. Sosește Margareta tulburată de imaginea frumosului cavaler necunoscut căruia îi refuzase brațul. Așezându-se la roata de tors, ea cântă vechea Baladă a regelui din Thule, cel rămas până la moarte credincios iubirii sale. Deodată zărește caseta pe care nu se poate stăpâni să n-o deschidă. Împodobită cu bijuteriile minunate, Margaretei i se pare ca seamănă cu o fiică de rege. Faust și Mefisto se apropie. O vecină mai vârstnică, Martha, extaziată în fața unor asemenea bogății este discret îndepărtată de către Mefisto care se preface că o curtează. Rămași singuri, Faust și Margareta sfârșesc prin a se îndrăgosti unul de celălalt. Odată cu căderea noptii Faust vrea să plece, dar, reținut de Mefisto, ascultă glasul Margaretei care de la fereastra camerei își cântă dragostea stelelor chemându-și iubitul. Faust răspunde la chemarea ei și cei doi se pierd într-o îmbrățișare pătimașă. Cu un zâmbet sarcastic Mefisto își admiră victoria.

### Actul III

#### Tabloul 4
Părăsită de Faust, Margareta se refugiază în biserică. Dar chiar și în sfântul lăcaș, glasul lui Mefisto se face auzit, învinovățind-o.

#### Tabloul 5
Valentin se înapoiază acasă odată cu toti soldații, cântând gloria obținută în bătălii. La întrebările lui, puse în pripă, Siebel răspunde evaziv. Valentin aleargă spre casă, cuprins de bănuieli. Pradă mustrărilor de conștiință pentru fapta săvârșita, Faust nu are curajul să bată la poarta iubitei. Mefisto, care îl însoțește ca o umbră, cântă o serenadă, dar la fereastra ce se deschide nu apare Margareta, ci Valentin care vrea sa spele în sânge dezonoarea surorii sale. În duelul cu Faust, Valentin este rănit mortal de spada lui Mefisto și, înainte de a-și da sufletul, își blestemă sora.

### Actul IV

#### Tabloul 6
„Noaptea Valpurgiei”. Vrând să-l facă să uite dragostea Margaretei, Mefisto l-a dus pe Faust în împărația sa unde, într-un dans fantastic, i se perindă prin față cele mai frumoase femei. Faust nici nu le vede. Gândurile sale sunt tot la blânda și curata Margareta. El îi cere lui Mefisto să îl ducă la ea, pentru a o salva.

### Actul V

#### Tabloul 7
Faust și Mefisto pătrund în celula în care a fost întemnițată Margareta, cu mințile rătăcite, după ce și-a ucis copilul. Fericită la auzul glasului iubitului ei, Margareta se retrage îngrozită la vederea lui Mefisto, refuzând categoric sa părăsească celula. Cu ultimele puteri ea cheamă îngerii să-i salveze sufletul chinuit. În fața trupului ei lipsit de viată se aude glasul lui Mefisto: "E OSANDITA!!! HAI VINO VINO ", dar de sus, din înălțimile cerului, voci limpezi rostesc: "E MANTUITAAA... !!!". Sufletul Margaretei se înalță la cer.
EPILOG (in traducerea lui LUCIAN BLAGA) : TOT CE ESTE VREMELNIC E NUMAI SIMBOL, CE ESTE CHIP INDOIELNIC AICI S-A IMPLINIT, NESPUSUL DEPLINUL IZBANDEI, ETERN FEMININUL NE INALȚĂ IN TĂRIE 

## Galerie de imagini

Charles Gounod „Faust” (afiş de epocă)